# Newton (Georgia)
Newton es una ciudad ubicada en el condado de Baker en el estado estadounidense de Georgia. En el año 2000 tenía una población de 851 habitantes.

## Geografía
Newton se encuentra ubicada en las coordenadas 31°19′0″N 84°20′22″O / 31.31667, -84.33944 (31.316804, -84.339549).
Según la Oficina del Censo, la localidad tiene un área total de 7,8 km² (3 mi²), de la cual 7,5 km² (2,9 mi²) es tierra y 0,3 km² (0 mi²) (3.80%) es agua.

## Demografía
Según la Oficina del Censo en 2000 los ingresos medios por hogar en la localidad eran de $26,563, y los ingresos medios por familia eran $27,386. Los hombres tenían unos ingresos medios de $30,417 frente a los $17,885 para las mujeres. La renta per cápita para la localidad era de $13,832. 